# Julie Sokolow
Julie Sokolow,  född 3 april 1987, är en amerikansk lo-fi-musiker, för närvarande bosatt i Holmdel i New Jersey. Hon har studerat vid University of Pittsburgh i Pittsburgh.
Sokolows debutalbum Something About Violins gavs ut i november 2006 på skivbolaget Western Vinyl. Hon jämförs ofta med artister som Cat Power och Mirah,
och har fått lovord för sitt lo-fi-sound - hela Something About Violins spelades in med den inbyggda mikrofonen på hennes PowerBook G4. Hennes musik, som övervägande består enbart av hennes röst och akustisk gitarr, har framhållits för sin subtilitet och inåtvändhet. Sokolow har också hyllats, inte bara för intimiteten i sin musik, utan även för sin medvetenhet om sitt eget bräckliga känslomässiga tillstånd. Allt på Something About Violins, innefattat mixning, instrumentering och skivomslag, är gjort av Sokolow.

## LåtlistaSomething About Violins
1. "Seasons"
2. "Your Wrists"
3. "Alternations"
4. "Violins"
5. "Expanse's Net"
6. "Solid"
7. "Business As Usual"
8. "Pictures"
9. "End March"
10. "In the Greenhouse"
11. "Motion Screen"
12. "All the Wrong Reasons"